# 한스 요나스

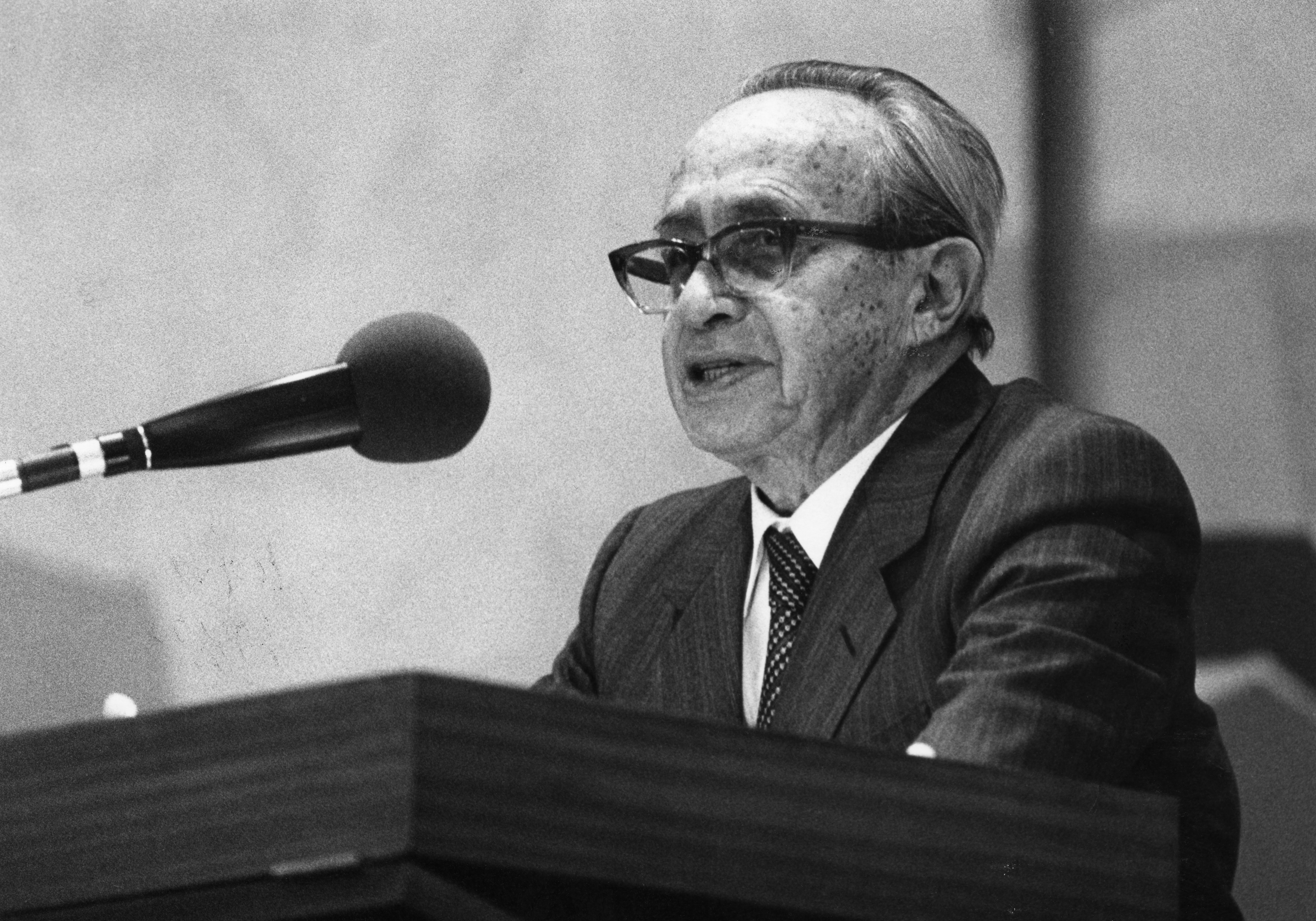

한스 요나스(Hans Jonas ,1903년 5월 10일 ~ 1993년 2월 5일)는 독일태생 유대인 철학자이다. 후설이나 불트만에 영향을 받았으며 영지주의와 환경 문제에 대해 주로 다루었다.
대표적인 저서로는 《책임의 원칙: 기술문명시대의 생태학적 원리》(1979)가 있다.

## 같이 보기
- 자연 환경
- 환경 운동
- 과학기술윤리
- 유대 철학